# Chelsea Football Club 2007-2008
In questa voce sono raccolte informazioni sulle competizioni ufficiali disputati dal Chelsea Football Club nella stagione 2007-2008.

## Stagione
I Blues iniziarono negativamente la stagione 2007-08 perdendo la Community Shield ai rigori contro il Manchester United; a settembre, subito dopo l'inizio della fase a gironi della Champions League, José Mourinho lasciò l'incarico. Al suo posto venne ingaggiato l'israeliano Grant, che condusse i londinesi alla vittoria del raggruppamento europeo con 12 punti.
Persa anche la Carling Cup contro il Tottenham, il Chelsea raggiunse la finale della massima competizione europea. Eliminate le "outsider" Olympiakos e Fenerbahçe, in semifinale ebbe la meglio sui connazionali del Liverpool. La finalissima riservò tuttavia un'altra delusione, sempre contro i Red Devils: a Mosca i tempi regolamentari si conclusero 1-1, con la successiva vittoria dei mancuniani ai rigori. Al termine della stagione, Grant fu esonerato per i mancati successi.

## Maglie e sponsor
Lo sponsor tecnico per la stagione 2007-2008 è Adidas, mentre lo sponsor ufficiale è Samsung.
| Casa | Trasferta | Terza divisa | Portiere | Portiere 2 |  |

## Rosa
| N. |                           | Ruolo | Calciatore                    |
| -- | ------------------------- | ----- | ----------------------------- |
| 1  | Rep. Ceca (bandiera)      | P     | Petr Čech                     |
| 2  | Serbia (bandiera)         | D     | Branislav Ivanović            |
| 3  | Inghilterra (bandiera)    | D     | Ashley Cole                   |
| 4  | Francia (bandiera)        | C     | Claude Makélélé               |
| 5  | Ghana (bandiera)          | C     | Michael Essien                |
| 6  | Portogallo (bandiera)     | D     | Ricardo Carvalho              |
| 7  | Ucraina (bandiera)        | A     | Andrij Ševčenko               |
| 8  | Inghilterra (bandiera)    | C     | Frank Lampard (vice capitano) |
| 9  | Inghilterra (bandiera)    | C     | Steven Sidwell                |
| 10 | Inghilterra (bandiera)    | C     | Joe Cole                      |
| 11 | Costa d'Avorio (bandiera) | A     | Didier Drogba                 |
| 12 | Nigeria (bandiera)        | C     | Mikel John Obi                |
| 13 | Germania (bandiera)       | C     | Michael Ballack               |
| 14 | Perù (bandiera)           | A     | Claudio Pizarro               |
| 15 | Francia (bandiera)        | C     | Florent Malouda               |

| N. |                           | Ruolo | Calciatore            |
| -- | ------------------------- | ----- | --------------------- |
| 17 | Inghilterra (bandiera)    | A     | Scott Sinclair        |
| 18 | Inghilterra (bandiera)    | D     | Wayne Bridge          |
| 20 | Portogallo (bandiera)     | D     | Paulo Ferreira        |
| 21 | Costa d'Avorio (bandiera) | A     | Salomon Kalou         |
| 22 | Israele (bandiera)        | D     | Tal Ben Haim          |
| 23 | Italia (bandiera)         | P     | Carlo Cudicini        |
| 21 | Inghilterra (bandiera)    | C     | Shaun Wright-Phillips |
| 26 | Inghilterra (bandiera)    | D     | John Terry (capitano) |
| 27 | Argentina (bandiera)      | A     | Franco Di Santo       |
| 33 | Brasile (bandiera)        | D     | Alex                  |
| 35 | Brasile (bandiera)        | D     | Juliano Belletti      |
| 39 | Francia (bandiera)        | A     | Nicolas Anelka        |
| 40 | Portogallo (bandiera)     | P     | Henrique Hilário      |
| 2  | Inghilterra (bandiera)    | D     | Glen Johnson          |

## Risultati

### Community Shield
| Arbitro: | Halsey |

|                                 |                      |                          |
| Malouda 45’                     | Marcatori            | 35’ Giggs                |
| Pizarro Lampard Wright-Phillips | Tiri di rigore 0 – 3 | Ferdinand Carrick Rooney |

### UEFA Champions League

#### Fase a gironi
| Arbitro: | Duhamel |

|              |           |              |
| Ševčenko 53’ | Marcatori | 24’ Koppinen |

| Arbitro: | Rosetti |

|          |           |                        |
| Villa 9’ | Marcatori | 21’ J. Cole 71’ Drogba |

| Arbitro: | Fröjdfeldt |

|                       |           |  |
| Malouda 4’ Drogba 47’ | Marcatori |  |

| Gelsenkirchen 6 novembre 2007, ore 20:45 CET 4ª giornata | Schalke 04 | 0 – 0 referto | Chelsea | Veltins-Arena (53 951 spett.)\| Arbitro: \| Busacca \| |
| Arbitro:                                                 | Busacca    |               |         |                                                        |

| Arbitro: | Benquerença |

|  |           |                                     |
|  | Marcatori | 8’, 20’ Drogba 40’ Alex 73’ J. Cole |

| Londra 11 dicembre 2007, ore 20:45 CET 6ª giornata | Chelsea  | 0 – 0 referto | Valencia | Stamford Bridge (41 139 spett.)\| Arbitro: \| Gilewski \| |
| Arbitro:                                           | Gilewski |               |          |                                                           |

#### Fase a eliminazione diretta

##### Ottavi di finale
| Atene 19 febbraio 2008, ore 20:45 CET Ottavi di finale - Andata | Olympiacos | 0 – 0 referto | Chelsea | Stadio Karaiskákis (29 500 spett.)\| Arbitro: \| Plautz \| |
| Arbitro:                                                        | Plautz     |               |         |                                                            |

| Arbitro: | Mejuto González |

|                                  |           |  |
| Ballack 5’ Lampard 25’ Kalou 48’ | Marcatori |  |

##### Quarti di finale
| Arbitro: | Bo Larsen |

|                               |           |                   |
| Kazim-Richards 65’ Deivid 81’ | Marcatori | 13’ (aut.) Deivid |

| Arbitro: | Fandel |

|                        |           |  |
| Ballack 4’ Lampard 87’ | Marcatori |  |

##### Semifinale
| Arbitro: | Plautz |

|           |           |                    |
| Kuijt 43’ | Marcatori | 90+4’ (aut.) Riise |

| Arbitro: | Rosetti |

|                                     |           |                       |
| Drogba 33’, 105’ Lampard 98’ (rig.) | Marcatori | 64’ Torres 117’ Babel |

##### Finale
| Arbitro: | Micheľ |

|                                                         |                      |                                                     |
| C. Ronaldo 25’                                          | Marcatori            | 44’ Lampard                                         |
| Tevez Carrick C. Ronaldo Hargreaves Nani Anderson Giggs | Tiri di rigore 6 – 5 | Ballack Belletti Lampard A. Cole Terry Kalou Anelka |

## Statistiche

### Statistiche di squadra
| Competizione     | Punti | In casa | In casa | In casa | In casa | In casa | In casa | In trasferta | In trasferta | In trasferta | In trasferta | In trasferta | In trasferta | In campo neutro | In campo neutro | In campo neutro | In campo neutro | In campo neutro | In campo neutro | Totale | Totale | Totale | Totale | Totale | Totale | DR  |
| Competizione     | Punti | G       | V       | N       | P       | Gf      | Gs      | G            | V            | N            | P            | Gf           | Gs           | G               | V               | N               | P               | Gf              | Gs              | G      | V      | N      | P      | Gf     | Gs     | DR  |
| ---------------- | ----- | ------- | ------- | ------- | ------- | ------- | ------- | ------------ | ------------ | ------------ | ------------ | ------------ | ------------ | --------------- | --------------- | --------------- | --------------- | --------------- | --------------- | ------ | ------ | ------ | ------ | ------ | ------ | --- |
| Premier League   | -     | 19      | 12      | 7       | 0       | 36      | 13      | 19           | 13           | 3            | 3            | 29           | 13           | -               | -               | -               | -               | -               | -               | 38     | 25     | 10     | 3      | 65     | 26     | +39 |
| FA Cup           | -     | 2       | 2       | 0       | 0       | 4       | 1       | 2            | 1            | 0            | 1            | 2            | 2            | -               | -               | -               | -               | -               | -               | 4      | 3      | 0      | 1      | 6      | 3      | +3  |
| League Cup       | -     | 3       | 3       | 0       | 0       | 8       | 4       | 2            | 2            | 0            | 0            | 5            | 0            | 1               | 0               | 0               | 1               | 1               | 2               | 6      | 5      | 0      | 1      | 13     | 4      | +9  |
| Community Shield | -     | -       | -       | -       | -       | -       | -       | -            | -            | -            | -            | -            | -            | 1               | 0               | 1               | 0               | 1               | 1               | 1      | 0      | 1      | 0      | 1      | 1      | 0   |
| Champions League | -     | 6       | 4       | 2       | 0       | 11      | 3       | 6            | 2            | 3            | 1            | 8            | 4            | 1               | 0               | 1               | 0               | 1               | 1               | 13     | 6      | 6      | 1      | 19     | 7      | +12 |
| Totale           | -     | 30      | 21      | 9       | 0       | 59      | 21      | 29           | 18           | 6            | 5            | 44           | 19           | 3               | 0               | 2               | 1               | 3               | 4               | 62     | 39     | 17     | 6      | 104    | 41     | +63 |